# Pastel de Tentúgal
O Pastel de Tentúgal é um doce conventual típico de Portugal, criado pelas freiras carmelitas do Carmelo de Tentúgal e confeccionado desde os finais do século XIX.
Este doce foi um dos candidatos finalistas às 7 Maravilhas da Gastronomia portuguesa.

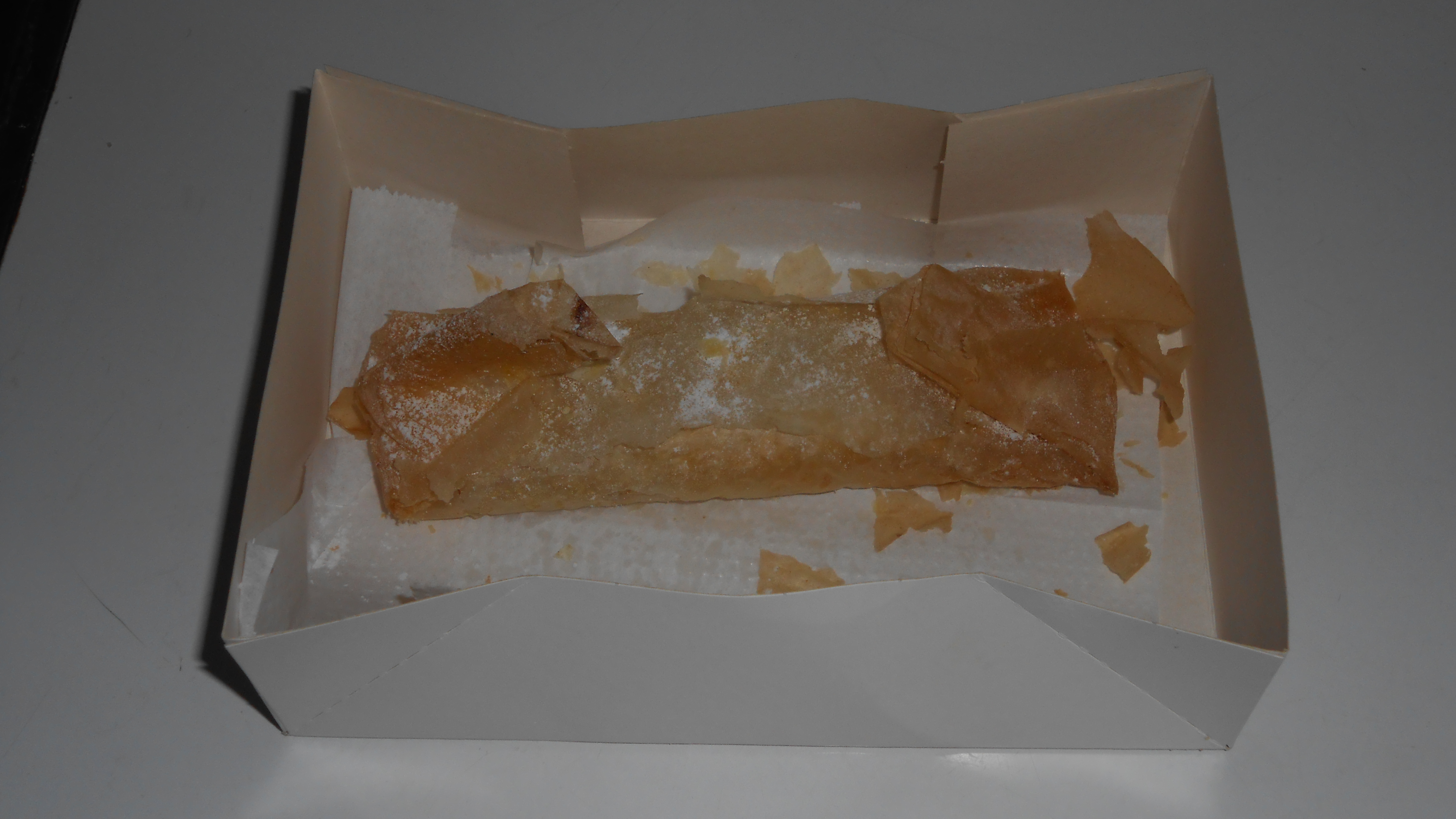
Um pastel de Tentúgal

## Características gerais
A confecção dos pastéis é muito sensível e a sua qualidade sofre alterações, com as características das farinhas, ovos e atmosféricas, assim como da componente humana em que a arte da pasteleira tem influência primordial em toda a sua confecção.
A qualidade do Pastel de Tentúgal tem muito a ver com os “Saberes”, da sua confecção e de quem os aprecia, como todos os doces.
Há dois formatos tradicionais dos pastéis de Tentúgal: palito e meia-lua. Sendo que o mais clássico é o de forma de meia-lua, pelo que o de forma de palito, hoje em dia mais popular, surgiu já durante o período de comercialização do pastel. Historicamente, o pastel, além do doce de ovos também levava amêndoas, porém, quando começou a ser comercializado e se começou a dar preferência ao formato de palito, face ao formato de meia-lua, começou-se a deixar de usar as amêndoas.

## Confecção

### Ingredientes
Os pastéis de Tentúgal levam tradicionalmente farinha e água, para confecção da massa, sendo que também levam manteiga para depois a pincelar e ajudar a fechar a massa do pastel, antes de ir ao forno.
Quanto ao recheio, tradicionalmente consiste em ovos moles ou doce de ovos, pelo que se confecciona com água, açúcar e gemas de ovo. Historicamente, o pastel, além do doce de ovos também levava amêndoas, porém, quando começou a ser comercializado e se começou a dar preferência ao formato de palito, face ao formato de meia-lua, começou-se a deixar de usar as amêndoas.

### Execução preeliminar
Preliminarmente, peneira-se a farinha repetidamente para dentro de um alguidar, onde se adiciona água morna. Subsequentemente, amassa-se a farinha na água de maneira a obter uma massa bastante mole, a qual se vai trabalhando e batendo até ficar o mais maleável possível. Tradicionalmente, amassava-se à mão, sem embargo, há receitas modernas que recomendam o recurso à batedeira, batendo-se a massa até que esta se despegue da cuba e não se cole às mãos.

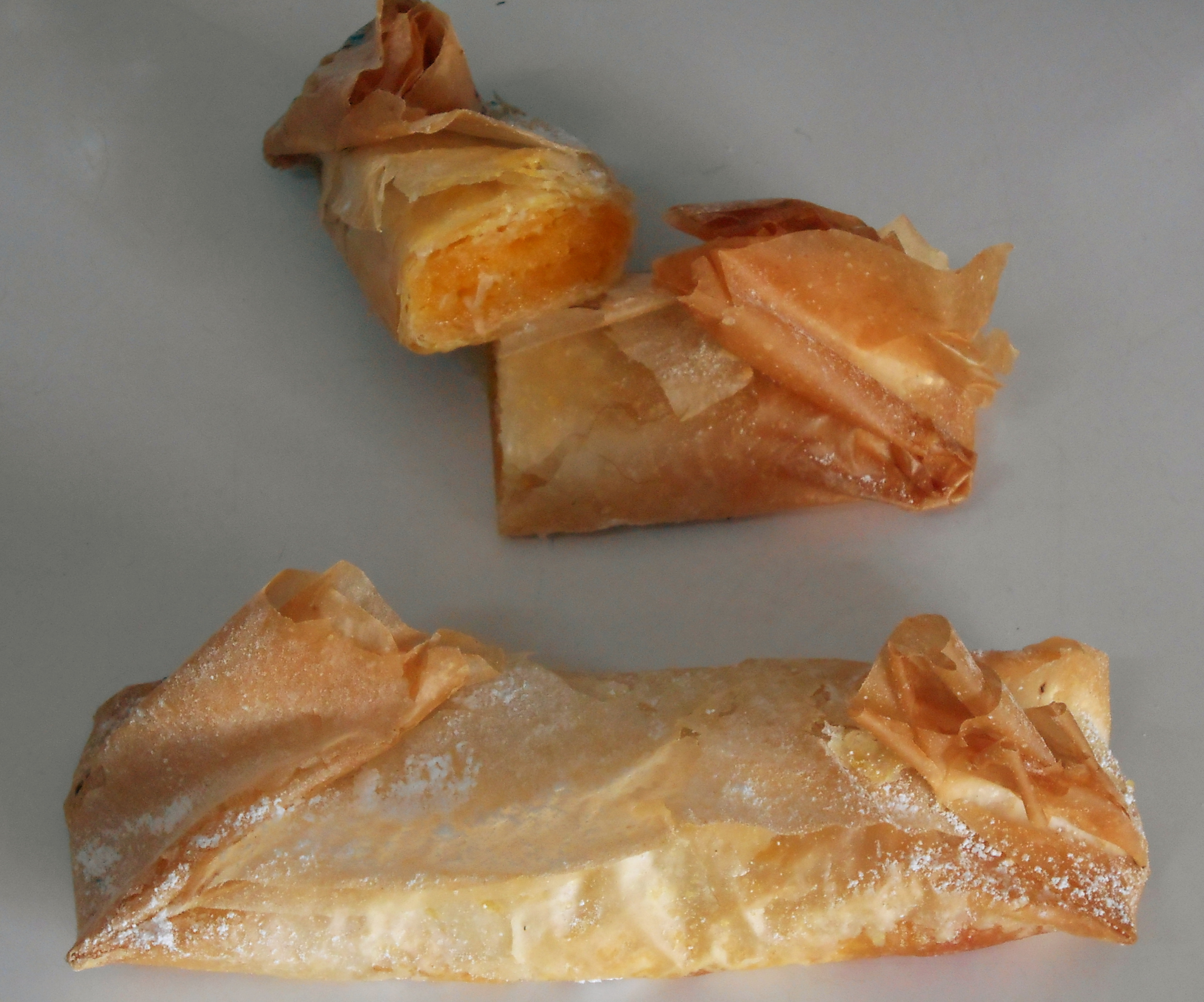
Pastéis de Tentúgal

Em seguida, deixa-se repousar a massa durante cerca de um quarto de hora. Volvido este tempo divide-se espalma-se a massa com o rolo da massa, até que fique muito fina e deixa-se a secar, sobre um lençol. Mais tarde, depois de seca, corta-se a massa em 4 partes. Tradicionalmente, as receitas recomendavam o corte da massa em quatro partes primeiro, antes de se estender a massa; presentemente, as receitas recomendam a inversão desta ordem de tarefas.

#### Formato de palito
Caso se pretenda fazer pastéis com formato de palito, basta sobrepor quatro folhas rectângulares de massa, umas às outras. Na folha de cima deita-se uma colherada de doce de ovos, confeccionado com os ingredientes já supra elencados.
De seguida enrolam-se as folhas de massa e dobram-se as pontas para cima, para fichar o rolo. Depois pincela-se com manteiga derretida.

#### Formato de meia-lua
Caso se pretenda fazer pastéis com formato de meia-lua, o passo seguinte envolve pôr um pires voltado para baixo em cima da mesa e cortar a massa, em volta, com uma faca bem afiada, a fim de se obter assim uma porção de 5 rodelas de massa.
Em seguida, unem-se as rodelas de massa umas às outras, untando cada uma com manteiga derretida. No centro da última rodela rodela põe-se uma colherada de ovos moles. Depois, humedece-se a borda das cinco rodelas de massa unidas por manteiga e dobram-se em forma de meia lua, carregando à volta com o cabo de uma colher de chá.

### Conclusão
Depois de afeiçoar os pastéis ao formato pretendido, depõem-se num tabuleiros untado com manteiga e vão ao forno a cozer, a uma temperatura de 220 °C.
Assim que estiverem prontos, podem polvilhar-se com açúcar em pó ou canela.

## História
Os Pastéis de Tentúgal são doces originários do receituário de doçaria do Convento de Nossa Senhora do Carmo de Tentúgal.
Na doçaria portuguesa, encontra-se uma grande variedade de massas folhadas e recheios com doce de ovos nos diversos tipos de Palitos Folhados; os do Convento de Tentúgal seriam, porventura, dos mais elaborados, e no século XIX já era conhecida a sua receita.

### Antecedentes
Desde 1565, que povo que vivia nos coutos e propriedades sob a alçada do Convento da Nossa Senhora da Natividade de Tentúgal, pagava o dízimo, entre outros tributos senhoriais, em géneros, mais concretamente em ovos. Isto por virtude da indigência geral da povo que, à míngua de outros meios de sustento, conseguia valer-se da criação de galinhas, por sinal de fácil e módica manutenção.
As freiras do sobredito mosteiro serviam-se da albumina das claras dos ovos para clarificar o vinho e para engomar o linho das suas vestes. Para aproveitar a sobreabundância de gemas de ovo, começaram a fazer-se doces. Daqui nasce a essência de larga parte da doçaria conventual portuguesa, que orbita em torno do doce de ovo.
Séculos mais tarde, na pendência das Invasões Napoleónicas a Portugal, as tropas francesas invadiram Tentúgal a 1 de Outubro de 1810. Consequentemente, as freiras do convento viram-se na contingência de ter de fugir, para salvar a vida, partindo para outras partes do país.
Mais tarde, quando regressaram ao convento, descobriram-no saqueado e destruído. Para recrudescer este quadro negro, no rescaldo da Guerra Civil Portuguesa, todas as ordens religiosas nacionais foram expropriadas, em 1833 decretou-se a proibição dos noviciados e em 1834, a derradeira machadada, aboliram-se os conventos. Ainda assim, os conventos e as freiras que neles habitavam, durante este período conturbado, ainda beneficiaram de um período de moratória, que manteve os mosteiros abertos, embora sem poder receber novas noviças, enquanto a última das freiras incumbentes ainda fosse viva. Por conseguinte, as freiras do convento de Tentúgal, privadas das fontes de rendimento de que a sua ordem beneficiara durante séculos, viram-se obrigadas a ter de passar a prover ao seu próprio sustento.
Foi nesta conjuntura que as freiras começaram a fazer pastéis de Tentúgal, em larga escala, para venda.

### Comercialização dos pastéis
Com efeito, os pastéis foram-se tornando populares e a sua confecção volveu-se numa forma economicamente sustentável do Mosteiro se irem governando. A procura foi crescendo de tal ordem que, por torno dos anos 80 e 90 do séc. XIX, as freiras começaram a contratar mulheres da localidade, para as ajudarem na confecção.
O convento viria a encerrar em 1898, mas a receita dos pastéis não se perdeu, preservando-se nas famílias das trabalhadoras que tinham ido trabalhar para o mosteiro.
Dona Maria dos Prazeres, uma dessas mulheres que ajudara as freiras na confecção dos pastéis, até ao encerramento do convento, ensinou a receita e a técnica às irmãs, Ana Faria Delgado e Branca Faria Delgado, que passaram a comercializar o doce na hospedaria da família. Por conseguinte, a Hospedaria dos Farias, única no caminho de charrete de Coimbra à Figueira da Foz, passa a deter o monopólio do fabrico dos pastéis.
Mais tarde, às mãos de Dona Maria da Conceição Faria (1851–1940), cunhada de D.ª Maria dos Prazeres, dá-se um novo impulso à popularidade do pastel. Aproveitando a sua posição de professora primária ensinou às alunas a receita e a técnica do pastel de Tentúgal, disseminando-se ainda mais a receita pelas mulheres da região.
O seu aspecto e gosto refinado, a qualidade e a divulgação dos Palitos Folhados da Dona Conceição Faria, levaram à alteração da sua designação logo nos primeiros tempos, associando ao “Pastel”, o nome da Vila, criando e popularizando assim a designação Pastel de Tentúgal.
No século XX a Hospedaria mantém as suas características e após a implantação da República em 1910, Portugal conhece um grande desenvolvimento com a construção de estradas e o aparecimento dos primeiros automóveis. A partir do início dos anos 20, é a sua filha, Dona Branca Faria Delgado (1894–1982) que dá grande incremento e divulgação aos Pasteis de Tentúgal e manteve a casa até ao início dos anos 80. Para o seu prestígio contribuíram as frequentes visitas da classe abastada e de professores e estudantes da Universidade de Coimbra, que vinham a Tentúgal apreciar e encomendar os pastéis da Dona Branca Delgado que posteriormente divulgavam por todo o país.
As apreciadas características do Pastel de Tentúgal encontram-se no folhado fino e estaladiço, único na doçaria portuguesa e no recheio de ovos. Inicialmente na sua confecção estava presente a amêndoa ralada que lhe requintava o gosto, devido à sua escassez esta veio a ser abandonada. Por encomenda e menos divulgada a forma Meia-Lua, era o pastel das bodas.
A confecção manteve-se exclusivamente na família da Dona Conceição Faria até meados dos anos 50, altura em que apareceu um novo confeiteiro a comercializar, originando assim um novo ciclo do Pastel de Tentúgal.
Os familiares da Dona Branca Delgado não lhe deram continuidade. Hoje, o pastel mantêm basicamente as mesmas características, a industrialização do seu fabrico tornou-se na principal empregadora e geradora de riqueza da antiga Vila.

## Legislação
Os pastéis de Tentúgal são uma receita da doçaria tradicional portuguesa, reconhecida pela legislação europeia, contemplado no Regulamento de Execução (UE) 850/2013 da Comissão de 23 de agosto de 2013 – JO L 235/1 de 4 de Setembro de 2013.
No que toca à legislação nacional, o sobredito diploma europeu foi transposto para legislação nacional sob a forma do Aviso n.º 13041/2021, de 12 de Julho de 2021.